# Александра Сашка Николић
Александра Сашка Николић (Београд) је српска модна стилиста и креаторка. Радила је са часописе и модне ревије, као што су: Hello, Jacobs Fashion Collection и други, као и за емисије Јутро и УранаК1.

## Појављивање у емисијама
| Година     | Емисија         | Канал   |
| ---------- | --------------- | ------- |
| 2012.      | У рингу         | ТВ Пинк |
| 2014.      | Магазин Ин      | ТВ Пинк |
| 2015.      | Премијера       | ТВ Пинк |
| 2019—2020. | Жикина шареница | ТВ Пинк |
| 2019.      | Амиџи шоу       | ТВ Пинк |
| 2020.      | Јутро           | Прва ТВ |